# Captive (série télévisée)
Pour les articles homonymes, voir Captive.
Captive, ou Prises d'otages au Québec, est une émission de télévision documentaire américaine en huit épisodes d'environ 62 minutes produite par Jonathan et Simon Chinn, réalisée par Doug Liman et mise en ligne le 8 décembre 2016 sur la plateforme de streaming Netflix.

## Synopsis
Huit reportages qui racontent chacun une histoire d'enlèvement.